# بوس‌ئورد
بوس‌ئورد (به هلندی: Boschoord) یک منطقهٔ مسکونی در هلند است که در وسترفلد واقع شده‌است.